# Перелік ракетних ударів під час російського вторгнення (весна 2025)
Перелік ракетних ударів які завдають обидві сторони війни під час російського вторгнення в Україну, інформація про які була опублікована у відкритих джерелах.
Без ударів некерованими ракетами авіації, артилерії, РСЗВ та комплексів С-300.

## Засоби ураження
| назва      | назва         | носій          | тип                                                 | створено | дальність | бойова частина          | КІВ       |
| ---------- | ------------- | -------------- | --------------------------------------------------- | -------- | --------- | ----------------------- | --------- |
| Shahed 136 | —             | —              | дрон-камікадзе                                      | 2020     | 2500 км   | 46,5 кг (51 кг серія К) | 5-15 м    |
| Х-31       | —             | авіація        | авіаційна ракета класу «повітря-поверхня»           | 1988     | 110 км    | 87 кг                   | 10-15 м   |
| 5В55       | —             | С-300          | зенітна ракета                                      | 1970     | 75 км     | 130 кг                  | 50-100 м  |
| 48Н6       | —             | С-300, С-400   | зенітна ракета                                      | 1990     | 150 км    | 145 кг                  | 30-50 м   |
| Х-35       | «Звєзда»      | авіація        | крилата протикорабельна ракета                      | 1973     | 300 км    | 145 кг                  | 5-10 м    |
| Х-59       | «Овод»        | авіація        | авіаційна ракета класу «повітря-поверхня»           | 1975     | 45 км     | 148 кг                  | 10-20 м   |
| 48Н6М      | —             | С-300, С-400   | зенітна ракета                                      | 2007     | 200 км    | 150 кг                  | 10-30 м   |
| 48Н6ДМ     | —             | С-300, С-400   | зенітна ракета                                      | 2007     | 250 км    | 180 кг                  | 10-20 м   |
| Х-38       | —             | авіація        | авіаційна ракета класу «повітря-поверхня»           | 2012     | 40 км     | 250 кг                  | 5-10 м    |
| 3М55       | П-800 «Онікс» | флот           | універсальна протикорабельна ракета                 | 1987     | 600 км    | 300 кг                  | 10-20 м   |
| 3M22       | «Циркон»      | флот           | протикорабельна крилата ракета                      | 2021     | 1000 км   | 300 кг                  | 5-10 м    |
| Х-69       | —             | авіація        | крилата ракета класу «повітря-поверхня»             | 2022     | 290 км    | 310 кг                  | 10-20 м   |
| Х-29       | —             | авіація        | авіаційна ракета класу «повітря-земля»              | 1980     | 30 км     | 317 кг                  | 5-20 м    |
| Х-101      | —             | Ту-95, Ту-160  | стратегічна крилата ракета класу «повітря-поверхня» | 1999     | 5500 км   | 400 кг                  | 10-20 м   |
| 3М14       | «Калібр»      | флот           | крилата ракета                                      | 2012     | 2600 км   | 450 кг                  | 10-20 м   |
| 9М723      | «Іскандер»    | «Іскандер-М»   | балістична ракета класу «поверхня-поверхня»         | 2011     | 400 км    | 480 кг                  | 5-10 м    |
| 9М728      | «Іскандер»    | «Іскандер-К»   | крилата ракета класу «поверхня-поверхня»            | 2008     | 500 км    | 480 кг                  | 5-7 м     |
| 9М729      | «Іскандер»    | «Іскандер-К»   | крилата ракета класу «поверхня-поверхня»            | 2018     | 1500 км   | 480 кг                  | 5-7 м     |
| 9М79       | «Точка»       | 9К79 «Точка»   | ракета тактичного ракетного комплексу               | 1973     | 70 км     | 482 кг                  | 100-150 м |
| 9М79-1     | «Точка-У»     | 9К79 «Точка-У» | ракета тактичного ракетного комплексу               | 1989     | 120 км    | 482 кг                  | 30-50 м   |
| KN-23      | Hwasong-11Ga  | —              | тактична балістична ракета                          | 2018     | 550 км    | 500 кг                  | 5-10 м    |
| Х-47М2     | «Кинджал»     | МіГ-31К        | аеробалістична ракета                               | 2017     | 2000 км   | 500 кг                  | 10-20 м   |
| Х-22       | «Буря»        | Ту-22          | крилата протикорабельна ракета                      | 1962     | 330 км    | 950 кг                  | 500-700 м |

## Ракетні удари

### Березень
Зафіксовано щонайменше 85 ракет з російського боку, щонайменше 38 ракет були перехоплені силами ППО.
| Удари завдані Україною | Удари завдані Україною | Удари завдані Україною | Удари завдані Україною                                                 | дата       | Удари завдані Росією                                                                                          | Удари завдані Росією | Удари завдані Росією | Удари завдані Росією | Удари завдані Росією                                                                                   |
| регіон                 | місце                  | ракети                 | влучання                                                               | дата       | регіон | місце                | ракети               | ракети               | влучання, загиблі/поранені                                                                             |
| ---------------------- | ---------------------- | ---------------------- | ---------------------------------------------------------------------- | ---------- | --- | -------------------- | -------------------- | -------------------- | --- |
|                        |                        |                        |                                                                        | 01.03.2025 | Одеська обл.                                                                                                  | Одеса                | балістична ракета    | 0/1                  | пошкоджено припортову інфраструктуру та цивільне судно під прапором Панамської Республіки, жертви: 0/2 |
| Дніпропетровська обл.  | Черкаське              | Іскандер-М             | 0/2                                                                    | 01.03.2025 | удар по тренувальному полігону, жертви: 30+/100+                                                              |                      |                      |                      | |
| не встановлено         | не встановлено         | ракета GMLRS           | САУ 2С43 «Мальва»                                                      | 03.03.2025 | Харківська обл.                                                                                               | Олексіївка           | —                    | 0/1                  | не встановлено                                                                                         |
| Херсонська обл.        | Херсонська обл.        | M30 DPICM              | удар по тренувальному полігону                                         | 04.03.2025 | |                      |                      |                      | |
| Донецька обл.          | Донецька обл.          |                        | заявлено про удар по командному пункту                                 | 04.03.2025 | |                      |                      |                      | |
| Донецька обл.          | Донецька обл.          | M30 DPICM              | скупчення піхоти і техніки                                             | 05.03.2025 | Дніпропетровська обл.                                                                                         | Павлоград            | Іскандер-М/KN-23     | 0/3                  | пошкоджено два промислові підприємства                                                                 |
| не встановлено         | не встановлено         | ракета GMLRS           | РЛС «Каста»                                                            | 06.03.2025 | Дніпропетровська обл.                                                                                         | Кривий Ріг           | Іскандер-М           | 0/1                  | влучання в готель, пошкоджені житлові будинки, жертви: 4/30                                            |
| Запорізька обл.        | Запорізька обл.        | ракета GMLRS           | скупчення піхоти                                                       | 07.03.2025 | Україна | Україна              | —                    | 34/54                | атаковані об'єкти газової інфраструктури                                                               |
|                        |                        |                        |                                                                        | 07.03.2025 | Тернопільська обл.                                                                                            | Тернопіль            | —                    | 34/54                | влучання в критичний промисловий об’єкт                                                                |
| Івано-Франківська обл. | Івано-Франківська обл. | —                      | об'єкт газової інфраструктури                                          | 07.03.2025 | |                      |                      | 34/54                | |
| Полтавська обл.        | Миргородський р-н      | —                      | уламками ракети пошкоджено газопровід та приватні будинки, жертви: 0/2 | 07.03.2025 | |                      |                      | 34/54                | |
| Харківська обл.        | Харків                 | Іскандер-М             | удар по цивільному підприємству, жертви: 0/8                           | 07.03.2025 | |                      |                      | 34/54                | |
| РФ, Суджанський р-н    | РФ, Суджанський р-н    | ракета GMLRS           | скупчення піхоти                                                       | 08.03.2025 | Донецька обл.                                                                                                 | Добропілля           | Іскандер             | 1/3                  | комбінований удар по житлових багатоповерхівках і рятувальниках                                        |
| Херсонська обл.        | Великі Копані          | ракета GMLRS           | скупчення піхоти                                                       | 09.03.2025 | |                      |                      |                      | |
|                        |                        |                        |                                                                        | 11.03.2025 | Україна | Україна              | Іскандер-М           | 1/1                  | перехоплено українською ППО                                                                            |
| Сумська обл.           | Токарі                 | Іскандер               | 0/1                                                                    | 11.03.2025 | військове укриття                                                                                             |                      |                      |                      | |
| Одеська обл.           | Одеса                  | Іскандер-М             | 0/3                                                                    | 11.03.2025 | пошкоджено об'єкти припортової інфраструктури та цивільне судно під прапором Республіки Барбадос, жертви: 4/2 |                      |                      |                      | |
| 12.03.2025             | Дніпропетровська обл.  | Кривий Ріг             | 0/3                                                                    | Іскандер-М | удар по готелю, повторний удар по рятувальниках, жертви: 1/9                                                  |                      |                      |                      | |
| 13.03.2025             | Україна                | Україна                | Іскандер-М                                                             | 0/1        | не встановлено                                                                                                |                      |                      |                      | |
| 14.03.2025             | Дніпропетровська обл.  | Кривий Ріг             | —                                                                      | 0/1        | житло, зруйнована одноповерхова будівля розважального закладу, жертви: 0/14                                   |                      |                      |                      | |
| 15.03.2025             | Україна                | Україна                | Іскандер-М                                                             | 0/2        | не встановлено                                                                                                |                      |                      |                      | |
| РФ, Курська обл.       | РФ, Курська обл.       | ракета GMLRS           | скупчення піхоти та техніки                                            | 17.03.2025 | |                      |                      |                      | |
| РФ, Курська обл.       | РФ, Курська обл.       | ракета GMLRS           | 3х САУ M1989 Koksan                                                    | 18.03.2025 | |                      |                      |                      | |
| РФ, Бєлгород           | РФ, Бєлгород           | ракета GMLRS           | стоянка гелікоптерів                                                   | 19.03.2025 | Україна | Україна              | Іскандер-М           | 0/2                  | не встановлено                                                                                         |
| не встановлено         | не встановлено         | ракета GMLRS           | ЗРК «Бук-М1»                                                           | 21.03.2025 | |                      |                      |                      | |
| не встановлено         | не встановлено         | ракета GMLRS           | БМ-27 «Ураган»                                                         | 22.03.2025 | |                      |                      |                      | |
|                        |                        |                        |                                                                        | 24.03.2025 | Сумська обл.                                                                                                  | Суми                 | Іскандер-М           | 0/1                  | атаковано кілька багатоповерхівок та школа, жертви: 0/99                                               |
| 25.03.2025             | Україна                | Україна                | Іскандер-М                                                             | 0/1        | не встановлено                                                                                                |                      |                      |                      | |
| 27.03.2025             | Україна                | Україна                | Іскандер-М                                                             | 0/1        | не встановлено                                                                                                |                      |                      |                      | |
| Луганська обл.         | Луганськ               | —                      | військова інф-ра                                                       | 29.03.2025 | Дніпропетровська обл.                                                                                         | Кривий Ріг           | Іскандер-М           | 0/1                  | пошкоджено багатоповерхівки та приватні будинки, школа, готель, жертви: 0/8                            |
|                        |                        |                        |                                                                        | 30.03.2025 | Україна | Україна              | балістична ракета    | 0/1                  | не встановлено                                                                                         |
| 31.03.2025             | Сумська обл.           | Шостка                 | Іскандер-М                                                             | 0/2        | не встановлено                                                                                                |                      |                      |                      | |
| 31.03.2025             | Запорізька обл.        | Запорізький р-н        | Х-59/69                                                                | 2/2        | перехоплено українською ППО                                                                                   |                      |                      |                      | |
| дату не встановлено    |                        |                        |                                                                        |            | |                      |                      |                      | |
| не встановлено         | не встановлено         | ракета GMLRS           | засоби комплексу С-300/C-400                                           | ??.??.2024 | |                      |                      |                      | |

*Х-101/Х-555/Х-55

### Квітень
- Ракетний удар по Кривому Рогу 4 квітня 2025
- Ракетний удар по Сумах 13 квітня 2025
- Масований ракетний обстріл України 24 квітня 2025

Зафіксовано щонайменше 124 ракети з російського боку, щонайменше 63 ракет були перехоплені силами ППО.
| Удари завдані Україною | Удари завдані Україною | Удари завдані Україною | Удари завдані Україною                               | дата                           | Удари завдані Росією                                                     | Удари завдані Росією | Удари завдані Росією | Удари завдані Росією | Удари завдані Росією                                          |
| регіон                 | місце                  | ракети                 | влучання                                             | дата                           | регіон                                                                   | місце                | ракети               | ракети               | влучання, загиблі/поранені                                    |
| ---------------------- | ---------------------- | ---------------------- | ---------------------------------------------------- | ------------------------------ | ------------------------------------------------------------------------ | -------------------- | -------------------- | -------------------- | ------------------------------------------------------------- |
|                        |                        |                        |                                                      | 02.04.2025                     | Дніпропетровська обл.                                                    | Кривий Ріг           | балістична ракета    | 0/1                  | удар по одному з підприємств, жертви: 4/14                    |
| 04.04.2025             | Кривий Ріг             | балістична ракета      | 0/1                                                  | житлові будинки, жертви: 20/61 | Дніпропетровська обл.                                                    |                      |                      |                      |                                                               |
| 06.04.2025             | Київ                   | Київ                   | —                                                    | 12/23                          | пошкоджено житлові будинки та нежитлові споруди, жертви: 1/3             |                      |                      |                      |                                                               |
| 06.04.2025             | Київська обл.          | Броварський р-н        | —                                                    | 12/23                          | пошкоджено житлові будинки та нежитлові споруди, жертви: 1/3             |                      |                      |                      |                                                               |
| 08.04.2025             | Харківська обл.        | Високий                | Іскандер-М                                           | 0/1                            | ракета поцілила в будівлю недіючої бази відпочинку, жертви: 0/3          |                      |                      |                      |                                                               |
| 10.04.2025             | Дніпропетровська обл.  | Дніпро                 | —                                                    | 0/1                            | атаковано територію цивільного промислового об’єкту, жертви: 1/9         |                      |                      |                      |                                                               |
| РФ, Гуєво              | РФ, Гуєво              | ракета GMLRS           | пункт управління військ 30-го мотострілецького полку | 11.04.2025                     |                                                                          |                      |                      |                      |                                                               |
| не встановлено         | не встановлено         | ракета GMLRS           | ЗРК 9K317 «Бук-М2»                                   | 12.04.2025                     |                                                                          |                      |                      |                      |                                                               |
|                        |                        |                        |                                                      | 13.04.2025                     | Сумська обл.                                                             | Суми                 | Іскандер-М           | 0/2                  | влучання у будівлю Сумського держуніверситету, жертви: 35/125 |
| 14.04.2025             | Суми                   | —                      | 0/1                                                  | не встановлено                 | Сумська обл.                                                             |                      |                      |                      |                                                               |
| не встановлено         | не встановлено         | ракета GMLRS           | БМ-27 «Ураган»                                       | 17.04.2025                     | Україна                                                                  | Україна              | Іскандер-М           | 0/2                  | не встановлено                                                |
|                        |                        |                        |                                                      | 17.04.2025                     | Миколаївська обл.                                                        | Вознесенський р-н    | Іскандер-М           | 0/1                  | не встановлено                                                |
| 18.04.2025             | Дніпропетровська обл.  | Дніпро                 | Іскандер-К                                           | 3/5                            | пошкоджено готель, офіс та фітнес-центр                                  |                      |                      |                      |                                                               |
| 18.04.2025             | Дніпропетровська обл.  | Дніпровський р-н       | Іскандер-К                                           | 3/5                            | понівечені приватні будинки і теплиці                                    |                      |                      |                      |                                                               |
| 18.04.2025             | Харківська обл.        | Харків                 | Іскандер-К                                           | 3/5                            | влучання у багатоповерхівку, жертви: 1/82                                |                      |                      |                      |                                                               |
| 19.04.2025             | Україна                | Україна                | —                                                    | 0/8                            | не встановлено                                                           |                      |                      |                      |                                                               |
| 19.04.2025             | Одеська обл.           | Одеська обл.           | —                                                    | 0/8                            | руйнувань зазнали фермерські господарства                                |                      |                      |                      |                                                               |
| 21.04.2025             | південь України        | південь України        | —                                                    | 0/3                            | не встановлено                                                           |                      |                      |                      |                                                               |
| 21.04.2025             | Миколаївська обл.      | Миколаїв               | —                                                    | 0/3                            | не встановлено                                                           |                      |                      |                      |                                                               |
| 23.04.2025             | Сумська обл.           | Коровинці              | —                                                    | 0/1                            | пошкоджені об'єкти цивільної інфраструктури                              |                      |                      |                      |                                                               |
| 24.04.2025             | Україна                | Україна                | —                                                    | 48/70                          | більшість ракет перехоплені ППО                                          |                      |                      |                      |                                                               |
| 24.04.2025             | Київ                   | Київ                   | —                                                    | 48/70                          | комбінованою атакою уражені житлові будинки, жертви: 13/87               |                      |                      |                      |                                                               |
| 24.04.2025             | Дніпропетровська обл.  | Павлоград              | —                                                    | 48/70                          | атаковане промислове підприємство, житлові будинки та інфраструктура     |                      |                      |                      |                                                               |
| 24.04.2025             | Харківська обл.        | Харків                 | —                                                    | 48/70                          | пошкоджено підприємств, приватні будинки, стадіон, ресторан, жертви: 0/6 |                      |                      |                      |                                                               |
| 26.04.2025             | Україна                | Україна                | Онікс, Х-31П                                         | 0/3                            | не встановлено                                                           |                      |                      |                      |                                                               |
| 28.04.2025             | Одеська обл.           | Одеська обл.           | Іскандер-М                                           | 0/1                            | не встановлено                                                           |                      |                      |                      |                                                               |

*Х-101/Х-555/Х-55

### Травень
Зафіксовано щонайменше 129 ракет з російського боку, щонайменше 64 ракети була перехоплена силами ППО.
За даними Головнокомандувача Збройних сил України Олександра Сирського, що в травні 2025 року українські сили завдали ударів по 58 військових цілях на території Росії.
| Удари завдані Україною | Удари завдані Україною | Удари завдані Україною          | Удари завдані Україною              | дата       | Удари завдані Росією                                                                    | Удари завдані Росією | Удари завдані Росією | Удари завдані Росією | Удари завдані Росією                                          |
| регіон                 | місце                  | ракети                          | влучання                            | дата       | регіон                                                                                  | місце                | ракети               | ракети               | влучання, загиблі/поранені                                    |
| ---------------------- | ---------------------- | ------------------------------- | ----------------------------------- | ---------- | --------------------------------------------------------------------------------------- | -------------------- | -------------------- | -------------------- | ------------------------------------------------------------- |
| не встановлено         | не встановлено         | ракета GMLRS                    | ЗРК «Бук-M3»                        | 01.05.2025 | Україна                                                                                 | Україна              | Іскандер-М           | 0/5                  | не встановлено                                                |
|                        |                        |                                 |                                     | 05.05.2025 | Сумська обл.                                                                            | Сумська обл.         | Іскандер-М           | 0/2                  | не встановлено                                                |
| Сумська обл.           | Конотоп                | знищено інфраструктурний об’єкт |                                     | 05.05.2025 |                                                                                         |                      | Іскандер-М           | 0/2                  |                                                               |
| РФ, Кулемзино          | РФ, Кулемзино          | ракета GMLRS                    | РСЗВ «Ураган-1М»                    | 06.05.2025 |                                                                                         |                      |                      |                      |                                                               |
|                        |                        |                                 |                                     | 07.05.2025 | Україна                                                                                 | Україна              | балістична ракета    | 0/2                  | не встановлено                                                |
| Київ                   | Київ                   | —                               | 1/1                                 | 07.05.2025 | перехоплено українською ППО                                                             |                      |                      |                      |                                                               |
| Сумська обл.           | Велика Чернеччина      | балістична ракета               | 0/1                                 | 07.05.2025 | удар по по цивільній інфраструктурі, жертви: 3/4                                        |                      |                      |                      |                                                               |
| РФ, Глушкове           | РФ, Глушкове           | ракета GMLRS                    | райвідділ поліції                   | 08.05.2025 |                                                                                         |                      |                      |                      |                                                               |
| РФ, Рильськ            | РФ, Рильськ            | ракета GMLRS                    | уражено пункт дислокації 40 обрмп   | 10.05.2025 |                                                                                         |                      |                      |                      |                                                               |
| РФ, Тьоткіно           | РФ, Тьоткіно           | ракета GMLRS                    | вантажівки, особовий склад          | 12.05.2025 |                                                                                         |                      |                      |                      |                                                               |
|                        |                        |                                 |                                     | 14.05.2025 | Україна                                                                                 | Україна              | Іскандер-М/KN-23     | 0/1                  | не встановлено                                                |
| Сумська обл.           | Суми                   | —                               | 0/1                                 | 14.05.2025 | атака промислового обʼєкту, жертви: 1/7                                                 |                      |                      |                      |                                                               |
| РФ, Тьоткіно           | РФ, Тьоткіно           | ракета GMLRS                    | відомо про ймовірну атаку           | 15.05.2025 |                                                                                         |                      |                      |                      |                                                               |
| не встановлено         | не встановлено         | ракета GMLRS                    | ЗРК «Бук-М1»                        | 16.05.2025 | Дніпропетровська обл.                                                                   | Кам'янський р-н      | Іскандер-М           | 0/1                  | військові засоби ППО або макети                               |
| РФ, Глушкове           | РФ, Глушкове           | ракета GMLRS                    | атакована будівля лікарні           | 19.05.2025 |                                                                                         |                      |                      |                      |                                                               |
| РФ, Глушкове           | РФ, Глушкове           | ракета GMLRS                    | атакована будівля лікарні і пошти   | 20.05.2025 | Сумська обл.                                                                            | Шостка               | Іскандер             | 0/1                  | пошкоджено інфраструктуру підприємства, полігон, жертви: 6/10 |
| Луганська обл.         | Сіверськодонецьк       | ракета GMLRS                    | військова техніка 385 абр           | 20.05.2025 |                                                                                         |                      |                      |                      |                                                               |
| Донецька обл.          | Пантелеймонівка        | ракета GMLRS                    | житлові будинки                     | 21.05.2025 | Дніпропетровська обл.                                                                   | Кам'янський р-н      | —                    | 0/1                  | військові засоби ППО або макети                               |
| РФ, Льгов              | РФ, Льгов              | ракета GMLRS                    | військова техніка, особовий склад   | 21.05.2025 |                                                                                         |                      |                      |                      |                                                               |
|                        |                        |                                 |                                     | 22.05.2025 | Харківська обл.                                                                         | Харків               | —                    | 0/1                  | пошкоджено вісім приватних будинків, жертви: 0/2              |
| Кіровоградська обл.    | Кропивницький          | —                               | 0/2+                                | 22.05.2025 | не встановлено                                                                          |                      |                      |                      |                                                               |
| 23.05.2025             | Україна                | Україна                         | Іскандер-М                          | 0/1        | не встановлено                                                                          |                      |                      |                      |                                                               |
| 23.05.2025             | Одеська обл.           | Одеса                           | Іскандер-М                          | 0/2        | атаковано портову інфраструктуру, жертви: 3/8                                           |                      |                      |                      |                                                               |
| 24.05.2025             | Київ                   | Київ                            | Іскандер-М/KN-23                    | 6/14       | атаковано житлову забудову, ТРЦ, жертви: 0/15                                           |                      |                      |                      |                                                               |
| 24.05.2025             | Одеська обл.           | Одеса                           | Іскандер-М/KN-23                    | 6/14       | не встановлено                                                                          |                      |                      |                      |                                                               |
| 24.05.2025             | Запорізька обл.        |                                 | Іскандер-М/KN-23                    | 6/14       | не встановлено                                                                          |                      |                      |                      |                                                               |
| 25.05.2025             | Україна                | Україна                         | Х-59/69                             | 0/4        | атаковано цивільні та промислові обʼєкти, більшість ракет збиті                         |                      |                      |                      |                                                               |
| 25.05.2025             | Україна                | Україна                         | Х-22                                | 0/1        | не встановлено                                                                          |                      |                      |                      |                                                               |
| 25.05.2025             | Тернопільська обл.     | Тернопіль                       | Х-101, Калібр                       | 45/55      | пошкоджено промислове підприємство                                                      |                      |                      |                      |                                                               |
| 25.05.2025             | Хмельницька обл.       | Хмельницька обл.                | Х-101, Калібр                       | 45/55      | уражено приватні житлові будинки, навчальний заклад, комунальний транспорт, жертви: 4/5 |                      |                      |                      |                                                               |
| 25.05.2025             | Дніпропетровська обл.  | Павлоград                       | Іскандер-М/KN-23                    | 0/9        | уражено промислове підприємство                                                         |                      |                      |                      |                                                               |
| 25.05.2025             | Чернігівська обл.      | Чернігів                        | Іскандер-М/KN-23                    | 0/9        | уражено промислове підприємство                                                         |                      |                      |                      |                                                               |
| 25.05.2025             | Сумська обл.           | Конотоп                         | Іскандер-М/KN-23                    | 0/9        | атаковано обʼєкт інфраструктури                                                         |                      |                      |                      |                                                               |
| 26.05.2025             | Україна                | Україна                         | Х-101                               | 9/9        | перехоплено українською ППО                                                             |                      |                      |                      |                                                               |
| не встановлено         | не встановлено         | M30 DPICM                       | військова техніка, особовий склад   | 27.05.2025 |                                                                                         |                      |                      |                      |                                                               |
| не встановлено         | не встановлено         | M30 DPICM                       | військова техніка, особовий склад   | 27.05.2025 |                                                                                         |                      |                      |                      |                                                               |
|                        |                        |                                 |                                     | 28.05.2025 | Україна                                                                                 | Україна              | —                    | 0/6                  | не встановлено                                                |
| Полтавська обл.        | Полтавська обл.        | —                               | не встановлено                      | 28.05.2025 |                                                                                         |                      |                      | 0/6                  |                                                               |
| Чернігівська обл.      | Ніжин                  | —                               | пошкоджене аграрне підприємство     | 28.05.2025 |                                                                                         |                      |                      | 0/6                  |                                                               |
| Сумська обл.           | Конотопський р-н       | —                               | не встановлено                      | 28.05.2025 |                                                                                         |                      |                      | 0/6                  |                                                               |
| Миколаївська обл.      | Очаків                 | —                               | пошкоджено рекреаційний об'єкт      | 28.05.2025 |                                                                                         |                      |                      | 0/6                  |                                                               |
| РФ, Коренево           | РФ, Коренево           | ракета GMLRS                    | удар по дислокації військових ЗС РФ | 29.05.2025 | Одеська обл.                                                                            | Одеський р-н         | —                    | 0/3                  | не встановлено                                                |
|                        |                        |                                 |                                     | 29.05.2025 | Миколаївська обл.                                                                       | Горохівське          | балістична ракета    | 0/1                  | обстріл фермерського господарства, жертви: 1/4                |
| 30.05.2025             | Україна                | Україна                         | Іскандер-М/KN-23                    | 0/2        | не встановлено                                                                          |                      |                      |                      |                                                               |
| 30.05.2025             | Харківська обл.        | Васищеве                        | —                                   | 0/1        | пошкоджено вісім приватних домоволодінь, жертви: 0/2                                    |                      |                      |                      |                                                               |
| не встановлено         | не встановлено         | ракета GMLRS                    | ЗРК «Тор-М2»                        | 31.05.2025 | Україна                                                                                 | Україна              | Х-59/69              | 3/3                  | перехоплено українською ППО                                   |

*Х-101/Х-555/Х-55